# Alexgeorgea
Alexgeorgea ist eine Pflanzengattung aus der Familie der Restionaceae, die mit drei Arten im Westen Australiens vorkommt. Sie wurde 1976 von Sherwin Carlquist beschrieben und nach dem australischen Botaniker Alexander Segger George benannt.

## Merkmale

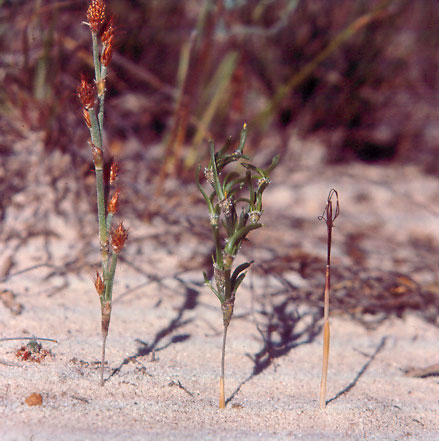
Oberirdischer Teil einer männlichen (links) und weiblichen (Mitte) Pflanze, sowie die über die Erdoberfläche ragenden Griffel einer weiblichen Blüte

Die Pflanzen wachsen mit langgestreckten, weißlichen Rhizomen, die etwa 10 Zentimeter unter der Erdoberfläche liegen und glänzende Blattschuppen tragen. Das Rhizom verzweigt sich gelegentlich, vor allem an den Stellen, wo die über die Erdoberfläche ragenden photosynthetisch aktiven grünen Sprosse entspringen. Diese haben eng anliegende Blattscheiden, sind längsgestreift und können flaumig behaart sein. Sie haben entweder kurze, abgeflachte Seitensprosse oder sind zylindrisch und mehrfach verzweigt. Alexgeorgea sind zweihäusig getrenntgeschlechtig (diözisch). Die männlichen Pflanzen tragen mehrblütige Ährchen endständig am Spross. Eine Besonderheit der Gattung sind die Ährchen der weiblichen Pflanzen, die mit einer einzigen Blüte direkt am Rhizom sitzen, so dass nur die Spitzen der glänzenden Tragblätter und die drei langen, purpurroten Griffel über die Erdoberfläche ragen. Der einkammrige Fruchtknoten bildet nach der Befruchtung eine 10 bis 15 Millimeter große, kugelförmige oder verkehrt-kegelförmige Nussfrucht.

## Ökologie
Alexgeorgea-Arten wachsen in sandigem Boden in mittelfeuchten oder saisonal trockenen Gebieten, häufig auf Ruderalflächen. Die Vermehrung erfolgt wahrscheinlich vorwiegend vegetativ über das Wachstum der Rhizome. Die Bestäubung der Blüten geschieht über den Wind. Bei der Keimung drückt der Keimling die Frucht nach oben, ohne dass diese über die Erdoberfläche gelangt und bildet einen nach oben ragenden Spross und kurz danach das erste Rhizom aus. Die Lage der weiblichen Blüten unter der Erdoberfläche sowie die unterirdische Keimung könnten Anpassungen an die häufigen Brände in Westaustralien sein.

## Systematik
Innerhalb der Restionaceae wird die Gattung Alexgeorgea der Unterfamilie Leptocarpoideae und hierin der Loxocarya-Gruppe zugeordnet. Innerhalb der Gattung sind drei Arten beschrieben, die alle nur in Western Australia vorkommen:
- Alexgeorgea ganopoda L.A.S.Johnson & B.G.Briggs
- Alexgeorgea nitens (Nees) L.A.S.Johnson & B.G.Briggs
- Alexgeorgea subterranea Carlquist